# Concours Eurovision de la chanson 1967
- Pays participants
- Pays ayant participé dans le passé

Luxembourg 1966 Londres 1968
Le Concours Eurovision de la chanson 1967 fut la douzième édition du concours. Il se déroula le samedi 8 avril 1967, à Vienne, en Autriche. Il fut remporté par le Royaume-Uni, avec la chanson Puppet on a String, interprétée par Sandie Shaw. L'Irlande termina deuxième et la France, troisième.

## Organisation
L'Autriche, qui avait remporté l'édition 1966, se chargea de l'organisation de l'édition 1967.

## Pays participants
Dix-sept pays participèrent au douzième concours.
Le Danemark se retira et ne revint qu'en 1978. Les responsables de la télévision danoise estimèrent que leur budget pouvait être investi dans des programmes plus en phase avec les réalités musicales de l'époque.

## Format

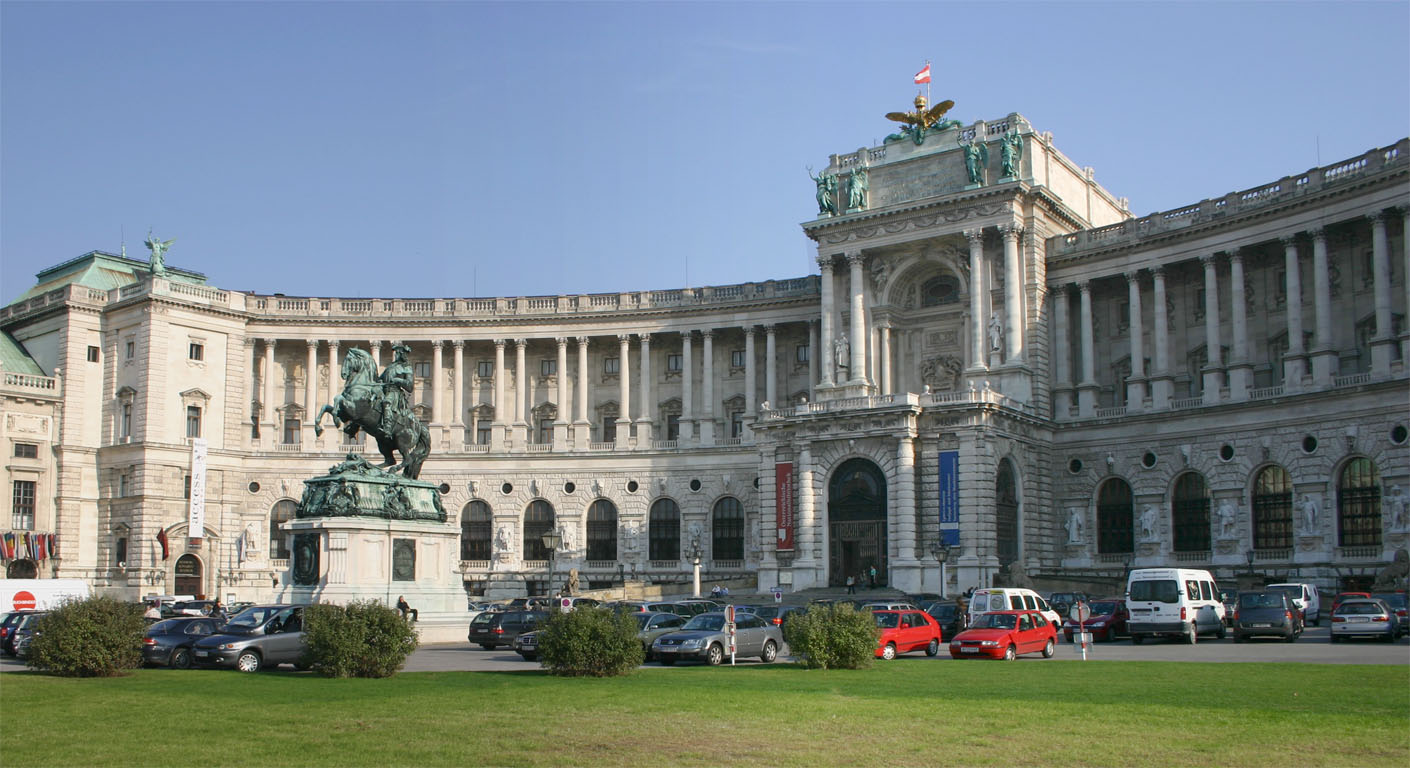
La Großer Festsaal der Wiener Hofburg, à Vienne.

Le concours eut lieu dans la Grosser Festsaal der Wiener Hofburg, la salle des fêtes de la Hofburg, le palais impérial de Vienne, ancienne résidence des empereurs autrichiens et siège actuel de la présidence autrichienne.
La scène était divisée en deux parties symétriques, séparée par un escalier, grâce auquel les artistes firent leur entrée. L'orchestre était placé dans la partie gauche, les artistes dans la partie droite. Le décor derrière les artistes se composait de trois miroirs tournants. Ceux-ci débutaient leur rotation avec la musique et s'arrêtaient à la fin de chaque prestation. Le tableau de vote était placé à la droite de la scène.
Le programme dura près d'une heure et quarante-huit minutes. Pour la toute première fois, des sous-titres furent employés : les titres des chansons furent en effet sous-titrés en allemand, en anglais et en français.

## Déroulement
La vidéo introductive débuta par un plan fixe sur un des grands lustres de la salle des fêtes, avant de dévoiler la scène et l'orchestre. Celui-ci se mit à jouer plusieurs airs connus. Le gagnant de l'année précédente, Udo Jürgens, fit alors son entrée. Il dirigea lui-même l'orchestre pour la reprise de Merci, Chérie.
La présentatrice de la soirée fut Erica Vaal. Elle salua le public en six langues : allemand, français, anglais, italien, espagnol et russe. Elle conclut à chaque fois son message par ces mots : « Que ce soit la meilleure et la plus belle des chansons qui gagne, tel est notre vœu à tous ! » Elle exprima ensuite ses regrets de ne pas avoir eu le temps d'apprendre la langue des autres pays, mais qu'elle le trouverait certainement lorsque le concours serait à nouveau organisé à Vienne.
L'orchestre était dirigé par Johannes Fehring.

## Chansons
Dix-sept chansons concoururent pour la victoire.
La chanson luxembourgeoise, interprétée par une Vicky Leandros à ses débuts, sera la chanson qui connaîtra le plus de reprises ultérieures. La plus célèbre sera la version instrumentale de l’orchestre de Paul Mauriat, qui sera classée numéro un aux États-Unis.
Le représentant portugais, Eduardo Nascimento, fut le tout premier artiste d'origine angolaise et le tout premier artiste masculin noir à participer au concours.
La représentante britannique, Sandie Shaw, fut la première artiste de l'histoire du concours à chanter nu-pieds sur scène.
La chanson monégasque avait été composée par Serge Gainsbourg. Il s’agit de sa deuxième contribution au concours, après Poupée de cire, poupée de son, qui avait remporté le grand prix en 1965. Le chef d'orchestre monégasque, Aimé Barelli, n'était autre que le père de l'interprète, Minouche Barelli.

## Chefs d'orchestre
| Dolf van der Linden | Claude Denjean | Johannes Fehring | Franck Pourcel        | Armando Tavares Belo | Hans Moeckel     |
| ------------------- | -------------- | ---------------- | --------------------- | -------------------- | ---------------- |
| - Pays-Bas          | - Luxembourg   | - Autriche       | - France              | - Portugal           | - Suisse         |
| Mats Olsson         | Ossi Runne     | Hans Blum        | Francis Bay           | Kenny Woodman        | Manuel Alejandro |
| - Suède             | - Finlande     | - Allemagne      | - Belgique            | - Royaume-Uni        | - Espagne        |
| Øivind Bergh        | Aimé Barelli   | Mario Rijavec    | Giancarlo Chiamarello | Noel Kelehan         |                  |
| - Norvège           | - Monaco       | - Yougoslavie    | - Italie              | - Irlande            |                  |

## Entracte
Le spectacle d'entracte fut fourni par le Wiener Sängerknaben, la chorale des jeunes garçons de Vienne. Ils chantèrent deux morceaux classiques : Le Beau Danube bleu et le Land der Berge, Land am Strome, l'hymne national autrichien.

## Coulisses
Pour la toute première fois, des caméras furent installées en coulisses. Elles enregistrèrent les réactions des artistes durant le vote. La caméra montra ainsi en gros plan Sandie Shaw, Minouche Barelli ou encore Sean Dunphy. L'on vit également Thérèse Steinmetz, Fredi, Peter Horten, signant un autographe pour un des jeunes choristes et Kirsti Sparboe, assise sur les genoux d'Östen Warnerbring.

## Vote
Le vote fut décidé entièrement par un panel de jurys nationaux. Les différents jurys furent contactés par téléphone, selon l'ordre de passage des pays participants.
L'UER décida d'en revenir au système de vote employé pour la dernière fois en 1961. Les jurys se composaient de dix personnes. Chaque juré attribuait un vote à la chanson qu'il estimait la meilleure. Les votes des jurés étaient ensuite additionnés, chaque jury national attribuant finalement dix votes. En outre, la moitié des membres de chaque jury devaient désormais être âgés de moins de trente ans.
Les résultats des votes furent annoncés oralement, selon l'ordre de passage des pays participants.
Le superviseur délégué sur place par l'UER fut à nouveau Clifford Brown. Il dut intervenir à quatre reprises, pour faire corriger l'attribution des votes des jurys monégasque, yougoslave, italien et irlandais.
Le vote se termina sur une confusion majeure d'Erica Vaal. Celle-ci oublia d'appeler le dernier jury, le jury irlandais, et annonça donc à contretemps la victoire du Royaume-Uni. L'on vit à l'écran Udo Jürgens tenter d'amener sur scène Sandie Shaw. Clifford Brown dut alors intervenir pour la cinquième et dernière fois : « Still waiting for the Irish vote ! ». Erica Vaal s'excusa et appela Dublin. Le porte-parole du jury irlandais répondit à ses salutations, par ces mots : « I thought we were going to be left out ! » Le public applaudit alors vivement.
Le Royaume-Uni mena le vote du début à la fin.

## Résultats
Le Royaume-Uni remporta le concours pour la première fois. Seules l'Espagne et la Yougoslavie ne lui attribuèrent aucun vote.
Sandie Shaw reçut la médaille du grand prix, des mains d'Udo Jürgens. Erica Vaal conclut la retransmission en remerciant tous les artistes et en disant : « La musique ne connaît pas de frontières ! »
Sandie Shaw exprima à de nombreuses reprises son aversion à propos de sa chanson. Pourtant celle-ci rencontra un immense succès, partout en Europe et demeure l'un des plus grands triomphes commerciaux de l'histoire du concours.
Un seul pays ne reçut aucun vote et termina dernier avec « nul point ». Il s'agit de la Suisse. Ce fut la deuxième fois pour ce pays.
| Ordre | Pays         | Artiste            | Chanson                             | Langue      | Place | Points |
| ----- | ------------ | ------------------ | ----------------------------------- | ----------- | ----- | ------ |
| 01    | Pays-Bas     | Therese Steinmetz  | Ring-dinge-ding                     | Néerlandais | 14    | 2      |
| 02    | Luxembourg   | Vicky Leandros     | L'amour est bleu                    | Français    | 4     | 17     |
| 03    | Autriche H T | Peter Horten       | Warum es hunderttausend Sterne gibt | Allemand    | 14    | 2      |
| 04    | France       | Noëlle Cordier     | Il doit faire beau là-bas           | Français    | 3     | 20     |
| 05    | Portugal     | Eduardo Nascimento | O vento mudou                       | Portugais   | 12    | 3      |
| 06    | Suisse       | Géraldine          | Quel cœur vas-tu briser ?           | Français    | 17    | 0      |
| 07    | Suède        | Östen Warnerbring  | Som en dröm                         | Suédois     | 8     | 7      |
| 08    | Finlande     | Fredi              | Varjoon - suojaan                   | Finnois     | 12    | 3      |
| 09    | Allemagne    | Inge Brück         | Anouschka                           | Allemand    | 8     | 7      |
| 10    | Belgique     | Louis Neefs        | Ik heb zorgen                       | Néerlandais | 7     | 8      |
| 11    | Royaume-Uni  | Sandie Shaw        | Puppet on a String                  | Anglais     | 1     | 47     |
| 12    | Espagne      | Raphael            | Hablemos del amor                   | Espagnol    | 6     | 9      |
| 13    | Norvège      | Kirsti Sparboe     | Dukkemann                           | Norvégien   | 14    | 2      |
| 14    | Monaco       | Minouche Barelli   | Boum-Badaboum                       | Français    | 5     | 10     |
| 15    | Yougoslavie  | Lado Leskovar      | Vse rože sveta                      | Slovène     | 8     | 7      |
| 16    | Italie       | Claudio Villa      | Non andare più lontano              | Italien     | 11    | 4      |
| 17    | Irlande      | Sean Dunphy        | If I Could Choose                   | Anglais     | 2     | 22     |

## Anciens participants
| Artiste        | Pays    | Année(s) précédente(s) |
| -------------- | ------- | ---------------------- |
| Raphael        | Espagne | 1966                   |
| Kirsti Sparboe | Norvège | 1965                   |
| Claudio Villa  | Italie  | 1962                   |

## Tableau des votes
| Drapeau des Pays-Bas | Drapeau du Luxembourg                             | Drapeau de l'Autriche | Drapeau de la France | Drapeau du Portugal | Drapeau de la Suisse | Drapeau de la Suède | Drapeau de la Finlande | Drapeau de l'Allemagne | Drapeau de la Belgique | Drapeau du Royaume-Uni | Drapeau de l'Espagne | Drapeau de la Norvège | Drapeau de Monaco | Drapeau de la République fédérative socialiste de Yougoslavie | Drapeau de l'Italie | Drapeau de l'Irlande | Total |   |    |
| Pays                 | Pays-Bas                                          |                       | –                    | –                   | –                    | –                   | –                      | –                      | –                      | –                      | –                    | 1                     | –                 | –                                                             | –                   | –                    | –     | 1 | 2  |
| Pays                 | Luxembourg                                        | 4                     |                      | –                   | –                    | –                   | –                      | –                      | 2                      | –                      | 1                    | 2                     | 1                 | –                                                             | 1                   | 1                    | 3     | 2 | 17 |
| Pays                 | Autriche                                          | –                     | –                    |                     | –                    | 1                   | –                      | –                      | –                      | –                      | –                    | –                     | –                 | –                                                             | –                   | 1                    | –     | – | 2  |
| Pays                 | France                                            | 1                     | 2                    | 1                   |                      | –                   | 1                      | 4                      | –                      | 2                      | –                    | 2                     | –                 | –                                                             | 2                   | 4                    | –     | 1 | 20 |
| Pays                 | Portugal                                          | –                     | –                    | –                   | 1                    |                     | 1                      | –                      | –                      | –                      | –                    | –                     | 1                 | –                                                             | –                   | –                    | –     | – | 3  |
| Pays                 | Suisse                                            | –                     | –                    | –                   | –                    | –                   |                        | –                      | –                      | –                      | –                    | –                     | –                 | –                                                             | –                   | –                    | –     | – | 0  |
| Pays                 | Suède                                             | –                     | –                    | –                   | –                    | 1                   | –                      |                        | 1                      | –                      | –                    | –                     | –                 | 2                                                             | –                   | 1                    | –     | 2 | 7  |
| Pays                 | Finlande                                          | 1                     | –                    | –                   | –                    | 1                   | –                      | –                      |                        | –                      | –                    | –                     | –                 | –                                                             | –                   | –                    | 1     | – | 3  |
| Pays                 | Allemagne                                         | –                     | –                    | –                   | –                    | 1                   | –                      | 1                      | –                      |                        | 1                    | 1                     | –                 | 1                                                             | –                   | –                    | 1     | 1 | 7  |
| Pays                 | Belgique                                          | –                     | –                    | –                   | –                    | 1                   | –                      | –                      | 3                      | 1                      |                      | 1                     | –                 | –                                                             | –                   | 1                    | –     | 1 | 8  |
| Pays                 | Royaume-Uni                                       | 2                     | 5                    | 3                   | 7                    | 1                   | 7                      | 1                      | 2                      | 3                      | 3                    |                       | –                 | 7                                                             | 3                   | –                    | 2     | 1 | 47 |
| Pays                 | Espagne                                           | 1                     | 1                    | 1                   | –                    | 2                   | –                      | –                      | –                      | –                      | 1                    | –                     |                   | –                                                             | 2                   | 1                    | –     | – | 9  |
| Pays                 | Norvège                                           | 1                     | –                    | –                   | –                    | –                   | –                      | 1                      | –                      | –                      | –                    | –                     | –                 |                                                               | –                   | –                    | –     | – | 2  |
| Pays                 | Monaco                                            | –                     | –                    | 2                   | 1                    | –                   | –                      | 1                      | –                      | –                      | –                    | –                     | 5                 | –                                                             |                     | –                    | 1     | – | 10 |
| Pays                 | Yougoslavie                                       | –                     | 1                    | –                   | 1                    | 1                   | –                      | –                      | –                      | –                      | 1                    | –                     | 2                 | –                                                             | –                   |                      | 1     | – | 7  |
| Pays                 | Italie                                            | –                     | –                    | –                   | –                    | –                   | 1                      | –                      | –                      | –                      | –                    | 1                     | 1                 | –                                                             | –                   | –                    |       | 1 | 4  |
| Pays                 | Irlande                                           | –                     | 1                    | 3                   | –                    | 1                   | –                      | 2                      | 2                      | 4                      | 3                    | 2                     | –                 | –                                                             | 2                   | 1                    | 1     |   | 22 |
| Pays                 | Le tableau suit l'ordre de passage des candidats. |                       |                      |                     |                      |                     |                        |                        |                        |                        |                      |                       |                   |                                                               |                     |                      |       |   |    |

## Télédiffuseurs
| Pays        | Télédiffuseur(s)        | Commentateur(s)           | Porte-parole          |
| ----------- | ----------------------- | ------------------------- | --------------------- |
| Allemagne   | ARD Deutsches Fernsehen | Hans-Joachim Rauschenbach | Karin Tietze-Ludwig   |
| Autriche    | ORF                     | Emil Kollpacher           | Ernst Grissemann      |
| Belgique    | RTB                     | Janine Lambotte           | Jan Theys             |
| Belgique    | BRT                     | Herman Verelst            | Jan Theys             |
| Espagne     | TVE1                    | Federico Gallo            | Blanca Álvarez        |
| Finlande    | TV-Ohjelma 2            | Aarno Walli               | Poppe Berg            |
| France      | Première Chaîne ORTF    | Pierre Tchernia           | ?                     |
| Irlande     | Radio Éirann            | Kevin Roche               | Gay Byrne             |
| Irlande     | Telefís Éirann          | Brendan O'Reilly          | Gay Byrne             |
| Italie      | Secondo Programma       | Renato Tagliani           | Mike Bongiorno        |
| Luxembourg  | Télé Luxembourg         | Jacques Navadic           | ?                     |
| Monaco      | Télé Monte Carlo        | Pierre Tchernia           | ?                     |
| Norvège     | NRK                     | Erik Diesen               | Sverre Christophersen |
| Pays-Bas    | Nederland 1             | Leo Nelissen              | Ellen Blazer          |
| Portugal    | RTP                     | Henrique Mendes           | Maria Manuela Furtado |
| Royaume-Uni | BBC1                    | Rolf Harris               | Michael Aspel         |
| Royaume-Uni | BBC Light Programme     | Richard Baker             | Michael Aspel         |
| Suède       | Sveriges Radio-TV       | Christina Hansegård       | Edvard Matz           |
| Suisse      | TSR                     | Georges Hardy             | Alexandre Burger      |
| Suisse      | TV DSR                  | Theodor Haller            | Alexandre Burger      |
| Suisse      | TSI                     | Giovanni Bertini          | Alexandre Burger      |
| Yougoslavie | Televizija Beograd      | Miloje Orlović            | ?                     |
| Yougoslavie | Televizija Zagreb       | Mladen Delić              | ?                     |
| Yougoslavie | Televizija Ljubljana    | Tomaž Terček              | ?                     |